# 土城線延伸頂埔段

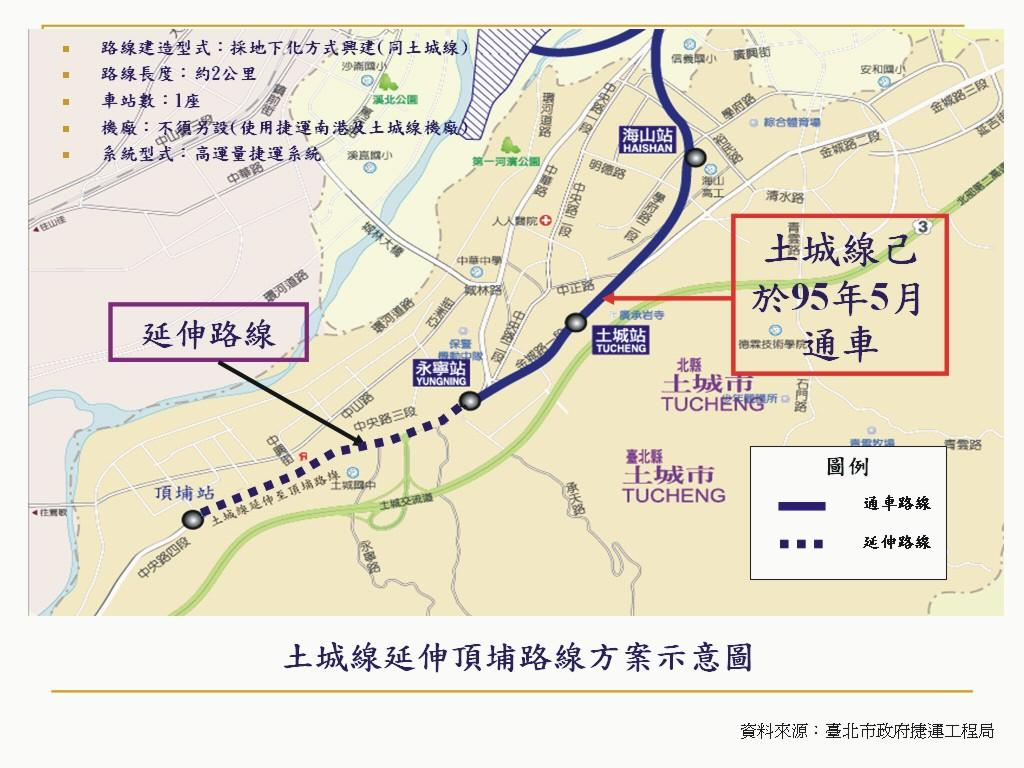
捷運頂埔延伸線

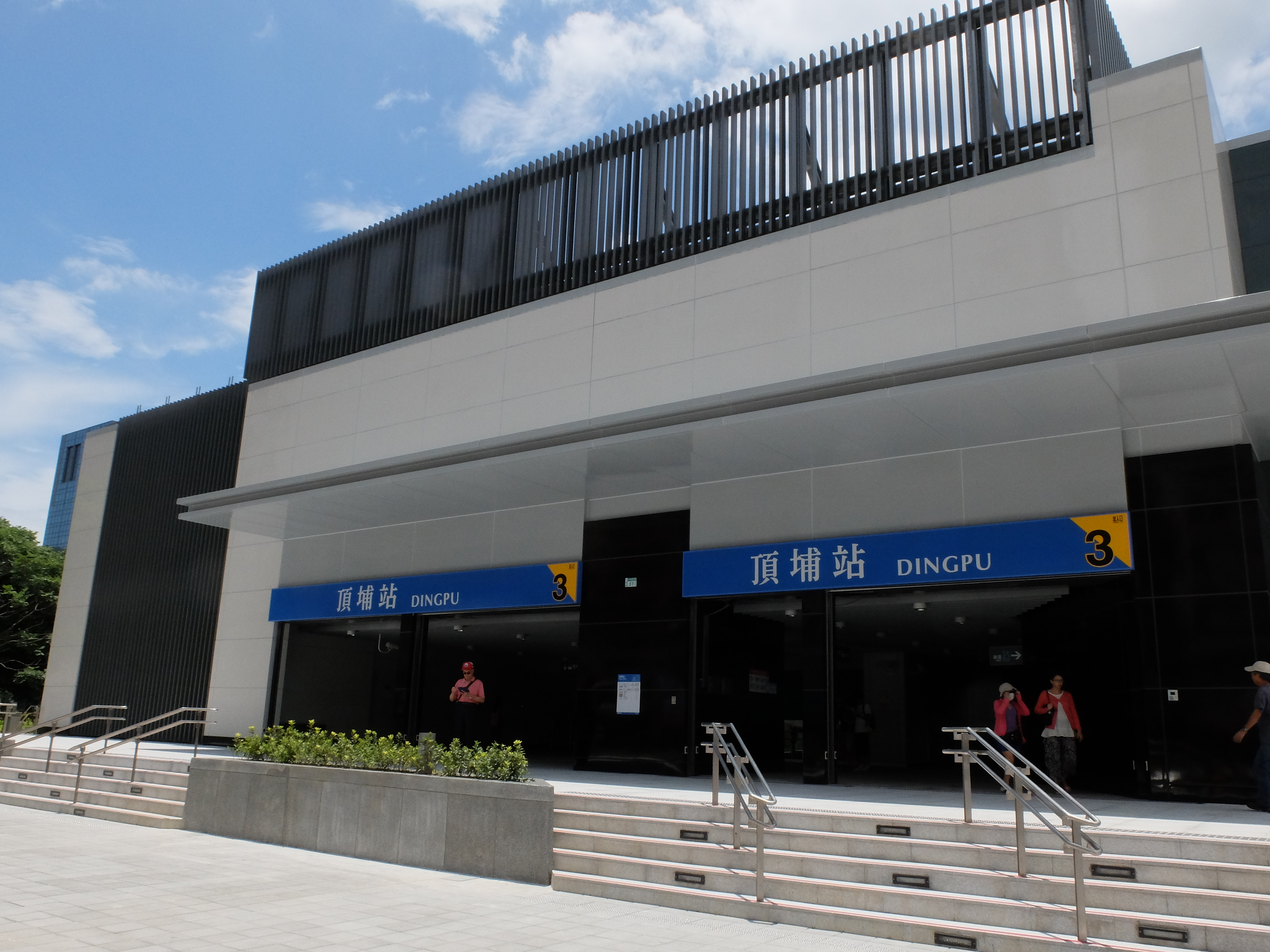
捷運頂埔站3號出口，本出口預留未來與三鶯線轉運空間

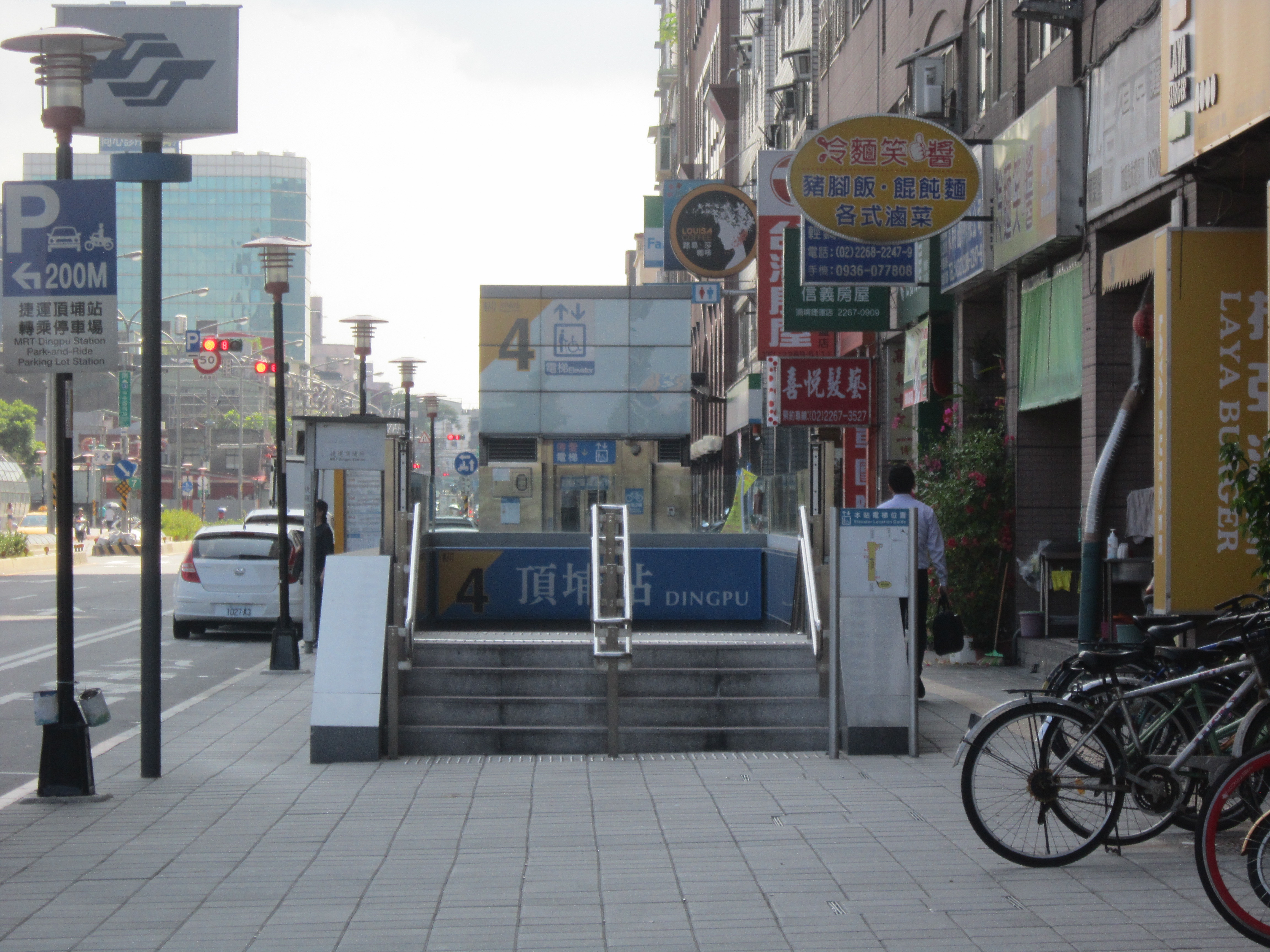
臺北捷運藍線頂埔站4號出口

土城線延伸頂埔段為台北捷運土城線的延伸工程，又稱頂埔延伸線。起點為土城線永寧站，沿新北市土城區中央路三、四段道路向下延伸至頂埔科技園區，全線長約1,950公尺，屬於地下型式之高運量捷運系統。

## 簡介
捷運頂埔延伸線從2009年正式動工，路線行經「土城頂埔地區高科技產業園區」，未來將成為捷運三鶯線銜接土城線的關鍵路線，能縮短土城、三峽及鶯歌地區往來台北的交通時間。

## 規劃路線
捷運頂埔延伸線從土城線的永寧站後端延伸，永寧站起以地下化沿中央路3、4段道路下方，一路佈設至頂埔地區高科技產業園區用地，沿線設有一處地下車站、橫渡線及兩條潛盾隧道，全長約1.95公里。

## 系統與軌道型式
延續捷運土城線採用地下型式的高運量系統，

## 捷運轉乘
未來將於頂埔站與三鶯線銜接轉乘。

## 車站
頂埔站（車站代碼BL1）設於土城區中央路4段的頂埔高科技產業園區前，設計4處出入口，並已預留通道銜接為興建中的三鶯線高架車站，提供兩線轉乘服務。

## 環境影響評估
於2004年11月30日經行政院環保署環境影響評估審查委員會第125次會議決議「有條件通過環境影響評估審查」，2005年4月26日奉環保署「同意備查」。

## 大事誌
- 2003年1月：開始辦理走廊研究作業。
- 2004年11月：經環評委員會審議通過。[1]
- 2006年11月：行政院院長蘇貞昌裁示，將捷運土城線延伸頂埔地區列為優先推動計畫。[2]
- 2008年7月：植栽工程開工。
- 2009年3月：工程正式動工[3]
- 2015年7月6日：完工通車。[4]

## 參照
1. ↑  .   [2009-12-14]. （原始内容存档于2013-05-26）.
2. ↑  蘇揆裁示核定土城線延伸至頂埔站捷運工程計畫，並期許早日動工縮短期程[] 行政院新聞局 2006-11-20[永久]
3. ↑  捷運系統土城線延伸頂埔段開工了 臺北縣政府《北縣e閱報》 2009-01-15[永久]
4. ↑  .   [2013-05-20]. （原始内容存档于2013-09-16）.